# Ольденбург, Сергей Сергеевич
Серге́й Серге́евич Ольденбу́рг (17 [29] июня 1888, Новгородская губерния, Российская империя — 28 апреля 1940, Париж, Франция) — русский историк и публицист, журналист, профессор истории. Автор фундаментального исторического исследования о жизни и деятельности императора Николая II.

## Биография
Родился 17 (29) июня 1888 года в Малой Вишере (Крестецкий уезд Новгородской губернии)
Окончил юридический факультет Московского университета. Работал чиновником Министерства финансов России.
В отличие от отца, придерживавшегося либеральных политических взглядов, с молодых лет придерживался правых взглядов, был близок к партии «Союз 17 октября», симпатизировал председателю Совета министров П. А. Столыпину.
В 1918 году уехал в Крым, где присоединился к Белому движению. Осенью 1920 года не смог эвакуироваться вместе с Русской армией генерала барона П. Н. Врангеля из-за того, что был болен тифом. Выздоровев, с поддельными документами добрался из Крыма до Петрограда, где встретился с отцом, который помог ему эмигрировать. Перешёл границу с Финляндией, затем добрался до Франции.
В эмиграции жил в Финляндии, Германии и Франции (Париж), был политическим единомышленником П. Б. Струве, одним из ведущих авторов правых эмигрантских изданий: журнала «Русская мысль», газет «Возрождение», «Россия», «Россия и славянство». Был членом Парижского Союза освобождения и Воссоздания Родины. Симпатизировал правому французскому писателю и политику Ш. Моррасу. Был эрудитом, знатоком истории. В эмиграции жил в бедности.

### Семья

Отец, дядя и мать

Отец — Сергей Фёдорович Ольденбург (1863—1934), академик (1900), востоковед, непременный секретарь Петербургской Академии наук (с 1904 г.), Российской АН (с 1917 г.), АН СССР (1925—1929), Министр народного просвещения (июль—сентябрь 1917 г.). Один из основателей отечественной индологической школы.
Мать — Александра Павловна Ольденбург (урождённая Тимофеева)
Дядя — Фёдор Фёдорович Ольденбург (1861—1914), русский педагог и общественный деятель.
Жена — Ада Дмитриевна Старынкевич (1893—?). Венчание состоялось в Петропавловской церкви при Санкт-Петербургском университете 27 сентября 1913 года; поручители по женихе: потомственный дворянин Фёдор Фёдорович Ольденбург, профессор Императорского С.-Петербургского университета Иван Михайлович Гревс и ординарный академик Владимир Иванович Вернадский; а по невесте: кандидат Императорского С.-Петербургского университета князь Дмитрий Иванович Шаховской и коллежский советник Александр Александрович Корнилов; в 1925 году уехала к мужу в Париж. В семье было пятеро детей.
Одна из дочерей, Зоя Ольденбург — известная французская писательница и историк.

## Историк царствования Николая II
Высший монархический совет поручил С. С. Ольденбургу написать историю царствования императора Николая II, которая была опубликована в 1939 году (том 1) и 1949 году (том 2).
Написанный им труд носит апологетический характер. Автор обосновывает, что революция прервала успешное поступательное экономическое развитие России: «на двадцатом году царствования императора Николая II Россия достигла ещё невиданного в ней уровня материального преуспеяния».
С. С. Ольденбург смог выполнить такое научное исследование, имея доступ к уникальным документам — копиям подлинных исторических актов Российской империи в Российском посольстве в Париже на улице Гренель, которые в целях предосторожности, ещё задолго до Первой мировой войны, стали посылаться на хранение в русское посольство в Париже. До признания французским правительством СССР российским посольством управлял В. А. Маклаков, назначенный ранее Временным правительством послом России во Франции.
Рукопись ещё при жизни автора была доставлена в начале 1940 года в Белград, однако подготовка рукописи к изданию началась лишь после смерти Сергея Сергеевича. В 1941 году, в связи с началом военных действий Германии против Югославии, от первого тиража книги осталось лишь несколько экземпляров.
По словам первого издателя этого капитального труда, Ю. К. Мейера, данные обстоятельства дали возможность профессору С. С. Ольденбургу создать объективное изыскание соответствующего исторического периода Российского Государства. Использовавшиеся им в работе над «Царствованием Императора Николая II» архивные документы не попали в руки большевиков, так как своевременно были пересланы в Стэнфордский университет США в Пало Алто в Калифорнии.
В современной России книга С. С. Ольденбурга выдержала целый ряд переизданий.

## Свидетельства современников
По мнению члена Высшего монархического совета полковника А. С. Гершельмана, С. С. Ольденбург —

…Талантливый писатель, говорящий на нескольких языках, умный и глубоко порядочный…

## Современные оценки и рецензии
Возглавляемый доктором исторических наук, профессором А. Д. Кирилловым Центр современной региональной политической истории «Уральский Центр Б. Н. Ельцина»:

Скромный чиновник по Министерству финансов России, сын академика и Министра культуры, Сергей Сергеевич Ольденбург (1888—1940 гг.) ничем не соответствовал пышным лаврам родителя. Но, оказавшись в эмиграции, стал серьёзным и глубоким историком, темпераментным публицистом, занимая консервативные позиции, яростно отстаивая национальную идею. Тем и совершил свой жизненный подвиг… Двухтомный труд, ставший классическим исследованием истории России конца XIX — начала XX вв., создаёт законченный портрет живой и сильной Державы во всём многообразии экономической, политической, социальной…

…В качестве примера можно привести работу видного историка русской эмиграции С. С. Ольденбурга «Царствование императора Николая II». Эта книга выдержала несколько изданий не только за рубежом, но и в России в постсоветский период. Книга Ольденбурга охватывает период 1894—1917 гг. — от восшествия на престол императора Николая II до его отречения в феврале 1917 года. 
Основой для книги Ольденбурга стали воспоминания современников событий (А. Н. Куропаткина, С. Ю. Витте), опубликованные материалы Временной Чрезвычайной следственной комиссии (ВЧСК) Временного правительства и переписка Николая II с различными лицами (матерью, вдовствующей императрицей Марией Фёдоровной, супругой, императрицей Александрой Фёдоровной, министрами), стенограммы заседаний Государственной думы. Также в качестве источника Ольденбург использовал периодические издания эпохи царствования Николая II.— Научная современная монография «Борьба группировок в придворном окружении Николая II»

## Публикации
- Выборы народных представителей. — Пг.: Свет и свобода, 1917. — 30 с.[9]
- Царствование императора Николая II.: Т.1.: В 2-х ч. — Ч.1.: Самодержавное правление (1894—1904); Ч.2.: Переломные годы (1904—1907) Архивная копия от 2 июля 2019 на Wayback Machine. — Белград: О-во распространения рус. нац. и патриот. лит., 1939. — 389 с.
- Le coup d’Etat bolchéviste. Paris, 1929.

### Переиздания
- «Царствованіе Императора Николая II», Мюнхен, 1949
- «Царствованіе Императора Николая II», Вашингтон, 1981
- «Царствование императора Николая II». Предисловие Ю. К. Мейера — СПБ.: «Петрополь», 1991. — 672 с. ISBN 5-88560-088-0 Репринтное воспроизведение издания: Вашингтон, 1981 — тираж 50 000 экз.
- «Царствование императора Николая II» / Репринтное воспроизведение издания: Белград, Изданіе Общества Распространенія Русской Національной и Патріотической Литературы, 1939. — М.: «Феникс», 1992. — тираж 50 000 экз.
  - т. 1, 382 стр. — ISBN 5-7652-0006-0, ISBN 5-7652-0007-9
  - т. 2, 256 стр. — ISBN 5-7652-0008-7
- «Царствование императора Николая II». — М.: «Терра», 1992. — 640 стр. — ISBN 5-85255-122-8 — тираж 30 000 экз.
- «Царствование императора Николая II». — М.: «Феникс», 1998. — 576 стр. — ISBN 5-222-00262-4 — тираж 10 000 экз.
- «Царствование Николая II». — АСТ, «Астрель», 2003. — 768 стр. — (Историческая библиотека) — ISBN 5-17-017715-1, ISBN 5-271-06346-1 — тираж 5000 экз.
- «Николай II». — М.: «Эксмо», 2003. — 608 стр. — (История в лицах и фактах. Политические биографии) — ISBN 5-699-03056-5 — тираж 4100 экз.
- «Царствование императора Николая II». — М.: «Даръ», 2006. — 800 стр. — ISBN 5-485-00083-5 — тираж 5000 экз.
- «Царствованie Императора Николая II» в 2 т. — Н. Новгород: «Черная сотня», 2013 — ISBN 978-5-85480-026-6 — тираж 1500 экз.
  - т. 1, 448 стр. — ISBN 978-5-85480-027-3
  - т. 2, 448 стр. — ISBN 978-5-85480-028-0
- «Царствованie Императора Николая II Архивная копия от 7 августа 2017 на Wayback Machine»: в 2 т. — Н. Новгород: «Черная сотня», 2017 — тираж 1000 экз.
  - т. 1, 432 стр. — ISBN 978-5-00028-135-2
  - т. 2, 488 стр. — ISBN 978-5-00028-137-6